# Şemseddin Bey
Şemseddin Bey o Xams al-Din Beg fou emir o bei de la dinastia dels karamànides. Era fill de Bedreddin I İbrahim Bey i germà i successor de Fahreddin Ahmed Bey el 1349. La seva capital fou Laranda o Ermenek, ja que segurament fou en el seu govern que Ala al-Din Eretna va ocupar Konya, i l'emir mongol Ismail Agha va ocupar Beyşehir. El seu regnat fou breu, i va morir el 1352, segons l'historiador Shikari enverinat per són germà Karaman però a la seva tomba se'l qualifica de xahid (màrtir), que deixaria entendre que va morir en combat. El va succeir el seu cosí Seyfeddin Süleyman Bey. Un altre parent, Hacı Sûfi Burhâneddin Musa Bey va governar a Mut.